# Oyster Bay (plaats, New York)
Oyster Bay is een plaats aan de noordkust van Long Island in het oosten van Nassau County in de staat New York in de Verenigde Staten.
Binnen de grenzen van Oyster Bay bevinden zich het rijke stadsdeel Oyster Bay Cove en het gelijknamige gehucht Oyster Bay, met daaraan vast de gelijknamige inham Oyster Bay.
Oyster Bay is de thuisplaats van de tak uit de Roosevelt-familie waaruit president Theodore Roosevelt is voortgekomen.

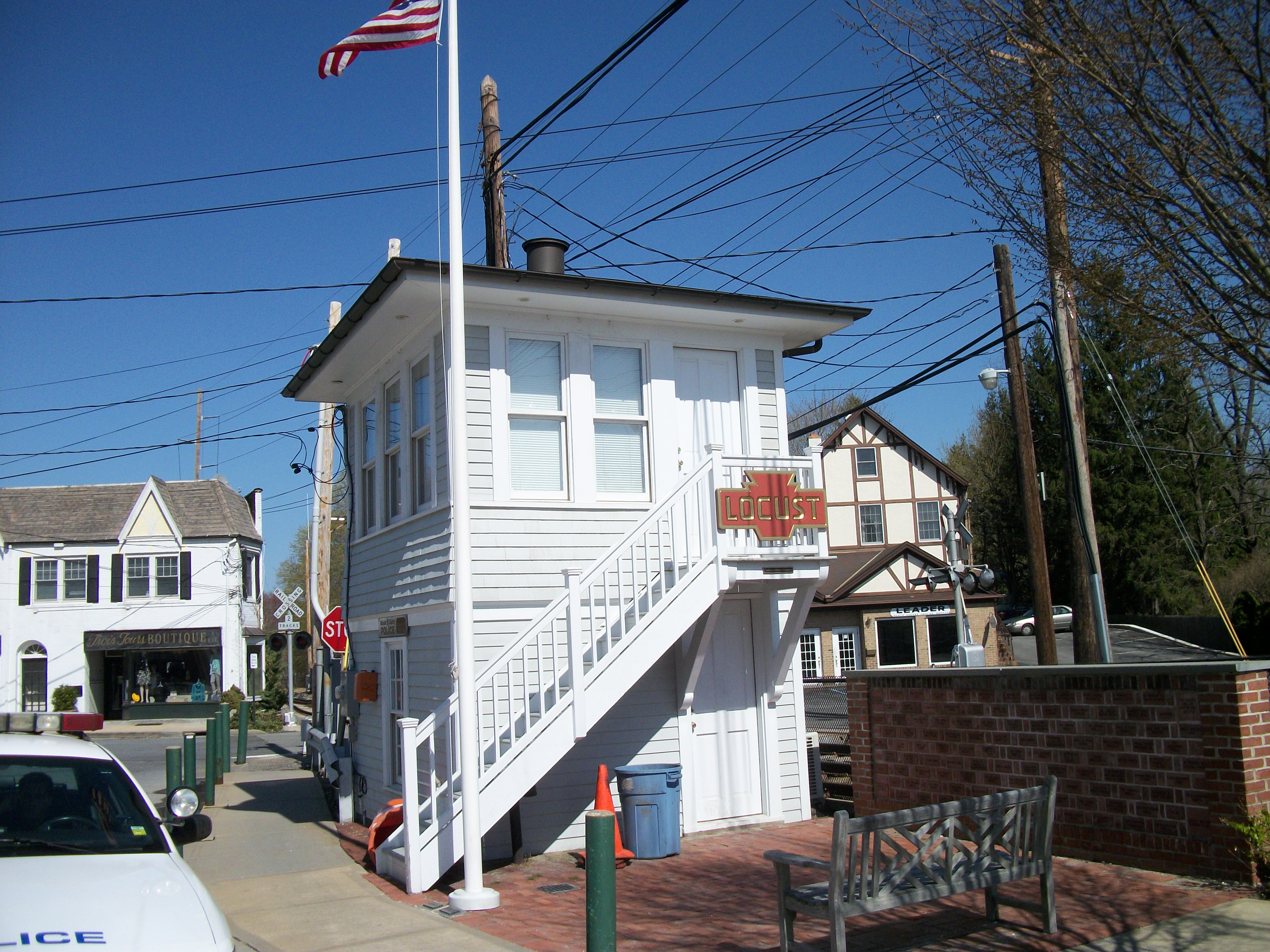
De voormalige Locust Tower bij het station van Oyster Bay

## Geboren in Oyster Bay
- John Morgan (1940-2025), Amerikaans zeiler